# Aeroflot
Aeroflot - Ruske Avionlinije (IATA: SU, ICAO: AFL) (rus. 'Аэрофлот — Российские авиалинии') je nacionalna aviokompanija Rusije i bivša nacionalna aviokompanija SSSR-a kada je ujedno bila i najveća aviokompanija u svijetu. Sjedište joj je u Moskvi a glavna bazu ima na Zračnoj luci Šeremetjevo. 

## Povijesni razvoj
Kompanija je pod imenom Dobrolet osnovana 9. veljače 1923. a s letovima je započela 15. srpnja iste godine na liniji između Moskve i Nižnjeg Novgoroda. Pod imenom Aeroflot pojavljuje se 1932. Međunarodni promet aviokompanija uspostavlja 1937. za Njemačku. U to vrijeme postaje najveća kompanija na svijetu i taj epitet zadržava sve do raspada SSSR-a. Tijekom 1940-tih godina glavni zrakoplov u kompaniji bio je Lisunov Li-2, u stvari Douglas DC-3 koji je s licencom proizvođen u SSSR-u. Kasnije su ti avioni postepeno zamjenjivani s Iljušinima Il-12 i Il-14.
Dana 15. rujna 1956. Aeroflot u promet uvodi Tupoljev Tu-104, prvi mlazni putnički avion u SSSR-u na liniji između Moskve i Irkutska. Prvi međunarodni let ovim zrakoplovom bio je između Moskve i Praga. U 1962. kompanija uvodi avione Tupoljev Tu-124. 1967. godine kompanija uvodi male regionalne avione Tu-134 i prve sovjetske dugolinijske mlazne avione Iljušin Il-62 na liniji između Moskve i Montreala.
U 1972. redovan promet ulazi Tupoljev Tu-154 koji do danas ostaje među najpopularnijim avionima Rusije. Zadnja inačica Tu-154M još uvijek leti za Aeroflot. U 1976. godini Aeroflot je prevezao ukupno 100 milijuna putnika što je još uvijek službeni rekord u svijetu. 1. studenog 1977. godine Aeroflot postaje prva kompanija u svijetu koja je s avionom Tupoljev Tu-144 počela s redovnim nadzvučnim putničkim letovima između Moskve i Alma Ate u Kazahstanu.
1980. u flotu uvode prvi putnički širokotrupni avion sovjetske proizvodnje, Iljušin Il-86.
1992. godine kompanija kupuje prvi avion zapadne proizvodnje, Airbus A310, a 1993. kreće s letovima između Moskve i New Yorka novim modernim širokotrupnim avionima Iljušin Il-96-300.
Poslije raspada SSSR-a iz Aeroflota su nastale više od 300 regionalnih kompanija (mnoge od njih su imale samo 1-2 aviona) koje su postale ili nacionalne kompanije novonastalih država ili su privatizirane. Osnovni dio kompanije je opstao i pod imenom Aeroflot RIA (Russian International Airlines) je obavljalo uglavnom međunarodne linije iz Moskve. Aeroflot RIA je 1994. godine proglašen dioničarskim društvom i 49% dionica je podijeljeno zaposlenima. Iste godine kompanija po prvi put kupuje američke avione, Boeing 767. Nešto kasnije kompanija uzima u najam Boeinge 737 i 777 kao i teretne inačice aviona DC-10.

## Novije doba Aeroflota
2000. godine kompanija mijenja ime u Aeroflot–Ruske Avionlinije (Rossiйskie avialinii, Aeroflot – Russian Airlines) i okreće se domaćim linijama koje je do tada uglavnom prepuštala drugim kompanijama. 14. travnja 2006. godine Aeroflot postaje prva aviokompanija s prostora bivšeg SSSRa koja ulazi u članstvo jednog od globalnih udruženja, SkayTeam-a. U ovoj godini Aeroflot je prevezao 7.290.000 putnika i 145.300 tona tereta na 89 odredišta u 47 zemalja. Po podatcima iz svibnja 2007. godine vlasnici Aeroflota su Vlada Rusije (51,17%), National Reserve Corporation (27%), zaposlenici i ostali (19%). Po tim podacima za kompaniju radi 14.900 zaposlenika. U svibnju 2007. Aeroflot se ponudio za kupnju srpske aviokompanije Jat Airways. Vlada je više godina u potrazi za načinom privatizacije srpske aviokompanije a do tog datuma Aeroflotova ponuda za Jat je najveća. Aeroflot nudi ulaganja do $ 450 milijuna USD. Više od polovice novca bi bila za kupnju novijih aviona kraćeg doleta radi zamjene stare flote. Air Indija je jedina aviokompanija koja je također predala ponudu za kupnju JATa.

## Flota
Aeroflot flota se sastoji od sljedećih zrakoplova (rujan 2014.):
- B, W i E su kodovi koji označavaju klasu sjedala u zrakoplovima, a određeni su od strane Međunarodne udruge za zračni prijevoz.